# 中华人民共和国防震减灾法
《中华人民共和国防震减灾法》，是中华人民共和国的一部旨在规范地震灾害应急工作的普通法律。该法律于1997年12月29日在八届全国人大常委会第二十九次会议通过，次年5月1日起施行。